# Arcisses (rivière)
Pour les articles homonymes, voir Arcisses.
Pour un article plus général, voir Réseau hydrographique d'Eure-et-Loir.
L'Arcisses (ou ruisseau d'Arcisses) est un petit cours d'eau du département français d'Eure-et-Loir, affluent de la Cloche et du canal d'Arcisses, sous-affluent du fleuve la Loire par le Val Roquet, l'Huisne, la Sarthe et la Maine. Le cours d'eau a donné son nom a la commune nouvelle d'Arcisses qu'il traverse.

## Communes traversées
Sa source est située sur la commune de La Gaudaine, au lieu-dit "Les Soublières". D'autres sources sont présentes aux lieux-dits "La Nocterie" et "Les Fontaines Blanches" sur la commune déléguée de Brunelles (Arcisses). Il se jette dans le canal d'Arcisses et dans la Cloche au niveau du lieu-dit "Ozée" sur l'ancienne commune de Margon (Arcisses).
De sa source à sa confluence, l'Arcisses parcourt 9 km et traverse d'est en ouest les trois communes suivantes, d'amont en aval, de La Gaudaine (source), Arcisses (Brunelles), Champrond-en-Perchet, Arcisses (Brunelles), Arcisses (Margon) (confluence).

## Affluent
L'Arcisses possède un seul affluent, près du lieu-dit "La Nocterie" à Arcisses (Brunelles). Ce cours d'eau prend sa source aux lieux-dits "Morinet" et "La Grand Massonnière", quelques kilomètres plus haut. Un fossé y déverse parfois les eaux drainées depuis le lieu-dit "La Vigne".